# Roseinatronobacter bogoriensis
Roseinatronobacter bogoriensis ist eine Bakterienart. Es werden zwei Unterarten (Subspecies) unterschieden: Roseinatronobacter bogoriensis subsp. bogoriensis und R. bogoriensis subsp. barguzinensis. Die zwei Unterarten sind hohe pH-Werte benötigende (alkaliphile), Nichtschwefelpurpur-Bakterien, die in Sodaseen entdeckt wurden. Wenn kein Sauerstoff vorhanden ist, also unter anoxischen Bedingungen, können die zwei Unterarten durch Photosynthese und der Nutzung von organischen Verbindungen wachsen, man spricht von photoheterotrophen Bakterien. Unter oxischen Bedingungen nutzt es organische Verbindungen zum Wachstum, eine Gärung findet nicht statt. In Sodaseen herrschen hohe pH-Werte, was eine starke Herausforderung für das Leben in solchen Seen bedeutet.
Die beiden Unterarten wurden zuvor als eigenständige Arten geführt: Rhodobaca bogoriensis und Rhodobaca barguzinsis.

## Merkmale
Roseinatronobacter bogoriensis subsp. barguzinensis und R. b. subsp. bogoriensis subsp. bogoriensis sind mit Flagellen begeißelt.
Bei photosynthetisch aktiven Zellen sind für die Photosynthese dienende intrazelluläre Membranen vorhanden. Es handelt sich um kleine, runde Bläschen innerhalb des Zytoplasmas, die mit Pigment- und Proteinkomplexen gefüllt sind. Es handelt sich um den vesikulären Typ photosynthetisch aktiver Membrankomplexe.
Bei R. b. subsp. barguzinensis beobachtet man eine unregelmäßige Teilung durch Einschnürung, dies ähnelt einer Knospung. Bei R. b. subsp. bogoriensis sieht man die bei vielen Bakterien vorkommende gleichmäßige Teilung.

## Stoffwechsel und Wachstum
Die zwei Unterarten Roseinatronobacter bogoriensis subsp. barguzinensis und R. b. subsp. bogoriensis benötigen unter Ausschluss von Sauerstoff (anaeroben Bedingungen) Licht zum Wachstum, sie führen unter diesen Bedingungen eine Photosynthese durch. Sie zählen zu den Nichtschwefelpurpur-Bakterien. Hierbei handelt es sich um eine Gruppe phototropher Bakterien, die Bakteriochlorophyll a oder b enthalten. Unter anaerobischen Bedingungen im Licht führen sie einen photoheterotrophen Stoffwechsel durch, mit organischen Verbindungen als Kohlenstoff- und Elektronenquellen. Sie können auch im Dunkeln chemoheterotroph wachsen, indem sie organische Verbindungen sowohl für Energie als auch als Kohlenstoffquelle nutzen. Nichtschwefelpurpurbakterien können entgegen ihrem Namen auch Sulfid photosynthetisch nutzen, dies allerdings nur bei niedrigen Konzentrationen, und benötigen auch hierbei zusätzlich noch organische Verbindungen. Die Purpurschwefelbakterien sind auf hohe Sulfidgehalte spezialisiert. Sie können mit Schwefelverbindungen auch photoautotroph wachsen, sie nutzen hierbei Kohlendioxid als Kohlenstoffquelle.
Bei den beiden Unterarten fehlen Schlüsselenzyme für die Kohlendioxidfixierung, wie  Ribulosebisphosphatcarboxylase, es handelt sich also um ein photoheterotrophes Wachstum. Es werden zusätzlich organische Stoffe benötigt, man spricht auch von der Photoorganoheterotrophie. In Gegenwart von Sauerstoff wird keine Photosynthese durchgeführt, Energie wird hier allein durch die aerobe Atmung erzeugt. Eine Gärung (Fermentation) wurde nicht beobachtet.
Die Unterarten enthalten das Bakteriochlorophyll a. Neben anderen Carotinoiden kommen bei der Unterart R. bogoriensis subsp. bogoriensis die zwei im Englischen als Demethylspheroidene und Demethylspheroidenone bezeichneten Carotinoide vor. Bei R. b. subsp. barguzinensis wurde nur ersteres isoliert.
Die Unterarten produzieren nur einen einzigen Lichtsammelkomplex (LHI-RC, die „Kern“-Antenne, die das Photosynthetische Reaktionszentrum umgibt) und verfügen nicht über eine periphere Antenne (LHII), die man bei vielen anderen Nichtschwefel- und Schwefelpurpur-Bakterien findet.
Das Fehlen des LHII-Komplexes ist eine Seltenheit unter den Nichtschwefelpurpurbakterien. Die LHI-RC-Komplexe kommen bei beiden Unterarten sowohl in monomerer als auch in dimerer Form vor.
Dies deutet auf eine Anpassungsfähigkeit bei der Photosynthese an verschiedenen Umweltbedingungen hin. Die dimere Form, die hauptsächlich durch das sogenannte PufX-Protein stabilisiert wird, ermöglicht einen effizienten Energietransfer und führt zu einer Membrankrümmung, die für die Funktion der Photosynthese wichtig ist. Die monomere Form scheint eine wichtige Rolle für die Reaktion auf sich ändernde Umweltbedingungen zu spielen.
Wird einem anaeroben Medium unter Lichteinstrahlung Sulfid und andere organische Substanzen zugesetzt, oxidieren die Subspecies zur Energiegewinnung Sulfid zu elementarem Schwefel. Der elementare Schwefel wird extrazellulär angelagert. Da hierbei noch organische Substanzen benötigt werden, handelt es sich nicht um chemolithoautotrophes Wachstum.
Beide Unterarten bevorzugen alkalische Bedingungen, benötigen aber nicht zwingend hohe Salzwerte (Natriumchlorid|NaCl), sind also nicht streng halophil. Ein Unterschied zwischen den beiden Subspecies ist, dass R. b. subsp. bogoriensis auch in völlig salzfreien Medien wachsen kann. Dies war zum Zeitpunkt der Erstbeschreibung bei den bisher bekannten Nichtschwefelpurpur-Bakterien, die in Gebieten mit hohen pH-Werten (wie Sodaseen) vorkommen, noch nicht bekannt.
Eine Stickstofffixierung findet, im Gegensatz zu vielen anderen Purpurbakterien, nicht statt.
Das für das Enzym Nitrogenase wichtige nifH-Gen ist nicht vorhanden.
Es folgt eine Tabelle mit einigen Merkmalen:
| Merkmal                                            | Roseinatronobacter bogoriensis subsp. bogoriensis (Stamm LBB1) | Roseinatronobacter bogoriensis subsp. barguzinensis (Stamm alga-05) |
| -------------------------------------------------- | -------------------------------------------------------------- | ------------------------------------------------------------------- |
| Habitat                                            | Sodasee Bogoria, Afrikanische Rift-Zone                        | Steppe-Sodasee, Sibirien (stark kontinentales Klima)                |
| Zellform und Größe (µm)                            | Kokken, kurze Stäbchen, 0,8–1,0 × 1,0–1,5                      | Kurze Stäbchen, 1,0 × 1,5                                           |
| Teilungstyp                                        | Einschnürung                                                   | Unregelmäßige Teilung durch Einschnürung, ähnelt Knospung           |
| Beweglichkeit                                      | +                                                              | +                                                                   |
| Carotinoide (in vivo)                              | 450, 485, 525                                                  | 475, 507, 590                                                       |
| BChl a (in vivo)                                   | 870                                                            | 870                                                                 |
| Notwendigkeit von NaCl                             | Nein                                                           | Ja                                                                  |
| NaCl-Bereich, Optimum in Klammern                  | 0–6 (1–1,5)                                                    | 1–8 (2–3)                                                           |
| pH-Bereich, Optimum in Klammern                    | 7,0–10,0 (9,0)                                                 | 7,5–9,0 (8,2)                                                       |
| Temperatur-Optimum                                 | 39 °C                                                          | 25–35 °C                                                            |
| DNA G+C-Gehalt (mol %)                             | 58,8                                                           | 59,8                                                                |
| Katalase-Aktivität                                 | +                                                              | +                                                                   |
| Vorhandensein des nifH-Gens                        | -                                                              | -                                                                   |
| Vorhandensein von Ribulose-Bisphosphat-Carboxylase | -                                                              | -                                                                   |
| Photoheterotrophe Nutzung von Sulfid im Licht      | +                                                              | +                                                                   |

## Ökologie
Die Subspezies R. b. subsp. bogoriensis wurde in einem Sodasee in der afrikanischen Rift-Zone gefunden, hier herrscht heißes, arides Klima.
Die Erstbeschreibung von R. b. subsp. barguzinensis stammpt aus einem Steppe-Sodasee im Bargusin-Tal in Sibirien. Hier handelt es sich um kontinentales Klima mit starken Temperaturschwankungen.
Der Unterschied der Fundorte spiegelt sich auch in den bevorzugten Temperaturbereichen der beiden Unterarten wider. Bei R. b. subsp. bogoriensis findet Wachstum erst bei relativ hohen Temperaturen ab 30 °C statt, optimal sind 39 °C. Dem hingegen zeigt die Unterart R. b. subsp. barguzinensis entsprechend ihrem Fundort in Sibirien bestes Wachstum bei Temperaturen zwischen 25 und 35 °C. Die Region des Fundortes im südöstlichen Sibirien ist durch ein stark kontinentales Klima und täglichen Temperaturschwankungen im Sommer von 44 °C bis 10 °C gekennzeichnet ist. Die Unterart R. b. subsp. barguzinensis zeigt neben der Anpassung an kühlere Temperaturen auch eine höhere Toleranz zur Salinität, sie toleriert Werte von bis zu 80 g/l, während die andere Subspezies nur bis zu 60 g/l NaCl Wachstum zeigt.

## Systematik
Die zwei Unterarten wurden zunächst als eigenständige Arten der Gattung Rhodobaca geschrieben. Rhodobaca wurde später aufgelöst und die zwei Arten (aufgrund der starken Ähnlichkeit der DNA) als Subspezies der Art Roseinatronobacter bogoriensis zugeordnet.